# هيئة تنظيم الاتصالات السمعية والبصرية والرقمية
هيئة تنظيم الاتصالات السمعية البصرية والرقمية ( Autorité de régulation de la communication audiovisuelle et numérique audiovisuelle et numérique) ؛ ARCOM ) هي وكالة إدارية مستقلة فرنسية نتيجة اندماج المجلس الأعلى للإعلام السمعي البصري (CSA) والهيئة العليا لتوزيع الأعمال وحماية الحقوق على الإنترنت (Hadopi) في 1 يناير 2022.  تتولى الهيئة مسؤولية الاتصالات السمعية والبصرية والرقمية. 
من أهدافها إلى حماية القاصرين من خلال تصنيف المحتوى والإخطار المطلوب من الناشرين بالأعمال الخاضعة للقيود، يتم توفير مبادرات إضافية لحماية الجمهور بموجب قانون مكافحة التلاعب بالمعلومات [الفرنسية]
 (المعروف أيضًا باسم " Loi fake news "—قانون الأخبار الكاذبة)، قانون مكافحة المحتوى البغيض على الإنترنت [الفرنسية]
، قانون تعزيز احترام مبادئ الجمهورية [الفرنسية]
 (قانون "عدم الانفصال")، وقانون مكافحة العنف ضد المرأة.